# Ander Lamaisón Vidarte
Ander Lamaisón Vidarte (Estella, 1992) és un doctor en matemàtiques espanyol i investigador, actualment a la Universitat Masaryk (Brno, Txèquia).
Va estudiar a l'IES Tierra Estella, i el 2010, es va convertir en el tercer navarrès que guanyava la fase nacional de l'Olimpíada Matemàtica i que participava a l'Olimpíada Internacional de Matemàtica, on va obtenir la medalla de bronze. Aquest mateix any va rebre el Guardó de la Joventut del Govern de Navarra. El 2011, quan l'Olimpíada Matemàtica Espanyola es va organitzar a Pamplona, Lamaisón va ser l'amfitrió dels participants.
Estudià matemàtiques al Centre de Formació Interdisciplinària Superior de la Universitat Politècnica de Catalunya. El 2012 va obtenir la distinció d'or a l'Olimpíada Matemàtica per a Universitaris, a Bulgària, atorgada als 50 primers de 316 concursants, on va quedar setzè. Posteriorment fou bronze en la competició universitària a Ostrava (Txèquia), on va voler competir a una categoria superior a la que li pertocava.
Lamaisón, juntament amb Matthew Bowen i Alp Müyesser, va demostrar que el menor nombre de colors necessari per pintar un graf és finit. El 2022, va intentar resoldre un problema relacionat amb la conjectura d'Erdős-Faber-Lovász.